# Czopki (anatomia)

Względna absorpcja światła przez błonowe białka receptorowe czopków (K, Ś, D) i pręcików (Pr) siatkówki oka (uwaga: skala długości fali nie jest liniowa)

Czopki (dawniej: słupki) – światłoczułe receptory (fotoreceptory) siatkówki oka, które zawierają specyficzne błonowe białka receptorowe, absorbujące światło w różnych zakresach długości fali. Czopki umożliwiają widzenie kolorów przy dobrym oświetleniu, czyli widzenie fotopowe (natomiast pręciki pozwalają na widzenie skotopowe). Wrażliwość wzroku pogarsza się przy zbyt intensywnym świetle (czopki ulegają „przesyceniu”).
Ludzkie oko zawiera trzy rodzaje czopków, z których każdy ma inną charakterystykę widmową, zależną od budowy cząsteczek fotopsyn w błonie komórkowej neuronów. W percepcji barw uczestniczą barwniki:
- erythrolabe – reagujący z największą czułością na promieniowanie o λ = 590 nm (symbol D od długofalowe), wywołujące wrażenie czerwieni, OPN1LW[1]
- chlorolabe – najbardziej czuły na promieniowanie o λ = 540 nm (wrażenie zieleni, symbol Śr), OPN1MW[2]
- cyanolabe – najbardziej czuły na promieniowanie o λ = 450 nm (wrażenie barwy niebieskiej, symbol K od krótkofalowe), OPN1SW[3].

Wyróżnienie tych trzech rodzajów czopków (teoria Younga-Helmholtza) wpłynęło na opracowanie modelu kolorów RGB, stosowanego między innymi w skanerach, aparatach fotograficznych, monitorach komputerowych i telewizji.
Czopki występują w nieregularnych skupiskach, a najmniej jest czopków „niebieskich”. Wrażliwość na daną długość fali zależy od rodzaju barwnika światłoczułego (o ile na przykład szympansy i goryle mają podobny system rozróżniania barw jak ludzie, to czopki innych kręgowców zawierają odmienne barwniki, a nawet różnią się znacząco budową).
Czopki, których najwięcej skupia się w środkowej części siatkówki, zwanej plamką żółtą (strefa najostrzejszego widzenia), odpowiadają za widzenie szczegółów obrazu i za widzenie barwne. Ślepota barw polega na upośledzeniu jednego lub więcej z trzech rodzajów czopków.
Impulsy generowane pod wpływem światła w pręcikach i czopkach są wysyłane drogą wzrokową do mózgu za pośrednictwem komórek dwubiegunowych, komórek zwojowych, a także bezpośrednio poprzez własne aksony (dotyczy czopków znajdujących się w dołku środkowym siatkówki).

## Porównanie właściwości czopków i pręcików u człowieka
| Pręciki                                                       | Czopki                                                                            |
| ------------------------------------------------------------- | --------------------------------------------------------------------------------- |
| widzenie nocne                                                | widzenie dzienne                                                                  |
| średnio 90 milionów (77,9–107,3 miliona)                      | średnio 4,5 miliona (4,08–5,29 miliona)                                           |
| chromoproteina (pigment): rodopsyna                           | chromoproteina (pigment): jodopsyna                                               |
| jeden typ światłoczułego barwnika                             | trzy typy światłoczułego barwnika (u ludzi)                                       |
| bardzo duża czułość                                           | niewielka czułość                                                                 |
| czułość na światło rozproszone                                | czułość tylko na światło bezpośrednie                                             |
| mała ostrość                                                  | wysoka ostrość (lepsza rozdzielczość)                                             |
| wolna reakcja na światło                                      | szybka reakcja na światło                                                         |
| Ich brak powoduje ślepotę zmierzchową                         | Ich brak powoduje ślepotę                                                         |
| Zawierają więcej pigmentu, dlatego wykrywają słabsze światło. | Zawierają mniej pigmentu, dlatego potrzebują więcej światła do tworzenia obrazów. |